# 양산 통도사 약사전
양산 통도사 약사전(梁山 通度寺 藥師殿)은 대한민국 경상남도 양산시 하북면 지산리, 통도사에 있는 건축물이다. 
1981년 12월 21일 경상남도의 유형문화재 제197호 약사전로 지정되었다가, 2018년 12월 20일 현재의 명칭으로 변경되었다.

## 개요
통도사는 합천 해인사, 승주 송광사와 더블어 우리나라 3대사찰 중의 하나로 경내는 크게 상로전, 중로전, 하로전의 3영역으로 나눌 수 있다. 하로전에 위치한 약사전은 극락보전과 마주 서 있다. 고려 공민왕 18년(1369)에 성곡선사가 세웠다고 하며 그 뒤에 언제 보수했는지 알 수는 없지만 18세기 후반에 다시 지은 것으로 추정한다.
앞면 3칸·옆면 1칸으로 지붕 옆모습이 사람 인(人)자 모양인 맞배지붕으로 되어있다. 지붕을 받치기 위해 장식하여 만든 공포는 기둥 위와 기둥 사이에도 있는 다포계 양식의 건물이다. 그러나 공포가 건물 4면에 모두 둘러져 있지 않고 앞면과 뒷면에만 있어 특이하다. 내부에는 병을 고친다는 약사여래불상을 모시고 있고 이 불상 뒤에는 약사후불화가 있다.

## 같이 보기
- 통도사

## 참고 자료
- 양산 통도사 약사전 - 국가유산청 국가유산포털